# Планине Ачоли
Ачоли (Acholi Mountains), такође и Џебел Чоли, су планине које се налазе у вилајету Источна Екваторија у Јужном Судану. Највиши врх достиже висину од 2.755 метара. Део су планинског венца Иматонг. На планинама се налази неколико мањих насеља попут Имеле и Катире. Предео је богат водом и рекама, међу којима се издвајају ток Кит, десна притока Бахр ел Џабала и Кинпети притока реке Вевено. Планине су добиле име по народу Ачоли који их насељава.